# Franz Six

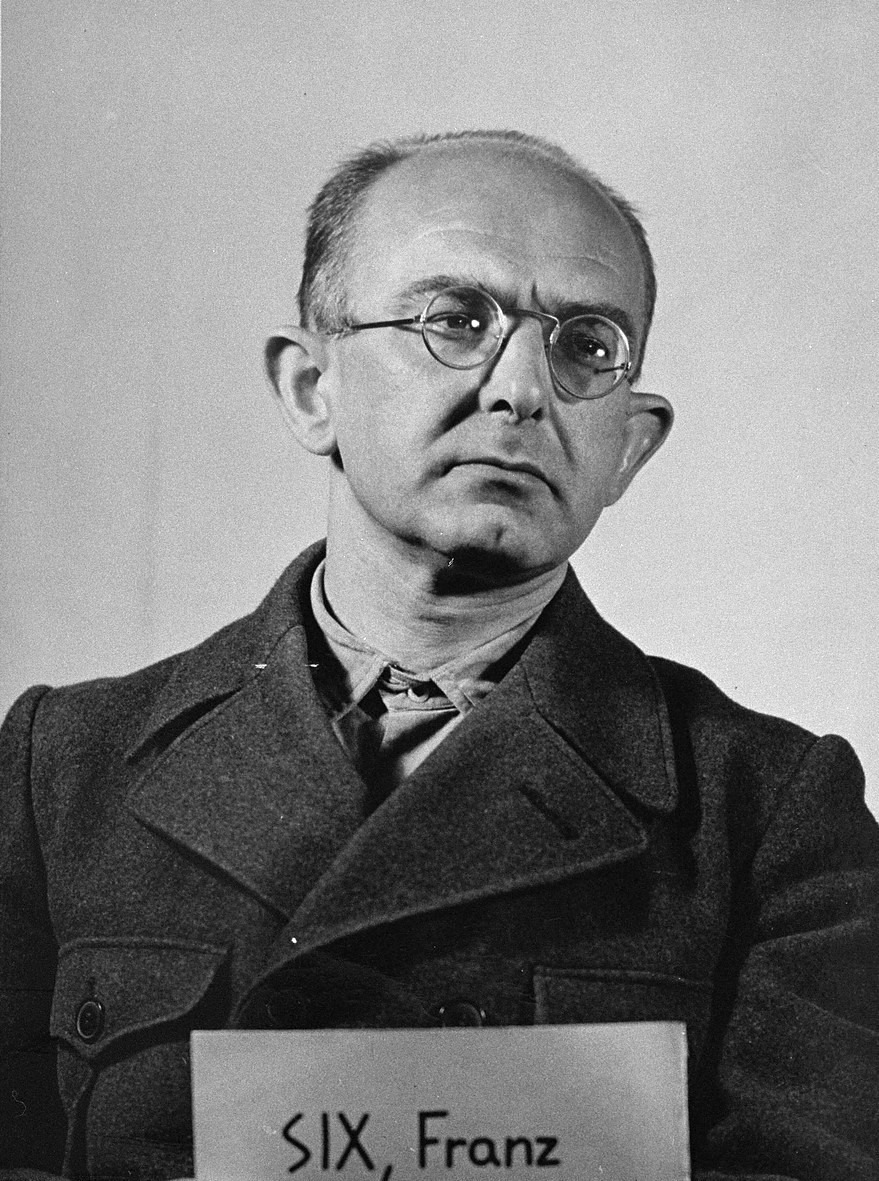
Franz Six no julgamentos de Nuremberg, em 1948.

Dr. Franz Alfred Six (12 de agosto de 1909, Mannheim - 9 de julho de 1975, Bolzano) foi um oficial nazista alemão que serviu na  Schutzstaffel (SS) com a patente de Brigadeführer (General de Brigada). Ele foi apontado por Reinhard Heydrich, um dos altos chefes da SS, como novo comandante do Departamento Amt VII, do escritório da Reichssicherheitshauptamt (RSHA). Em 1940, ele foi apontado como líder da polícia na eventual ocupação alemã da Grã-Bretanha, mas a ideia da invasão desse país acabou sendo abandonada em 1941.
Durante a Segunda Guerra Mundial, Six foi enviado para a União Soviética para comandar um Einsatzkommando da Einsatzgruppe B que, segundo relatórios, teria sido responsáveis por 144 mortes durante sua missão nas cercanias de Moscou. Outras 46 pessoas teriam sido mortas por seu grupo perto de Smolensk. Após o fim do conflito, ele e outros cabeças da SS foram enviados a julgamento em Nuremberg por crimes contra a humanidade. A acusação não conseguiu ligar Franz diretamente a nenhuma atrocidade e portanto ele acabou sendo condenado pela corte a apenas 20 anos na cadeia, mas foi libertado por clemência menos de 10 anos depois. Segundo informações liberadas após a sua morte, ele fez parte da Organização Gehlen, um grupo de ex-oficiais nazistas que trabalhavam na Alemanha Ocidental ajudando a CIA, a agência de inteligência americana, no combate ao comunismo. Ele morreu na Itália em 1975.